# Sumter County (Florida)
Sumter County is een county in de Amerikaanse staat Florida.
De county heeft een landoppervlakte van 1.413 km² en telt 53.345 inwoners (volkstelling 2000). De hoofdplaats is Bushnell.

## Bevolkingsontwikkeling

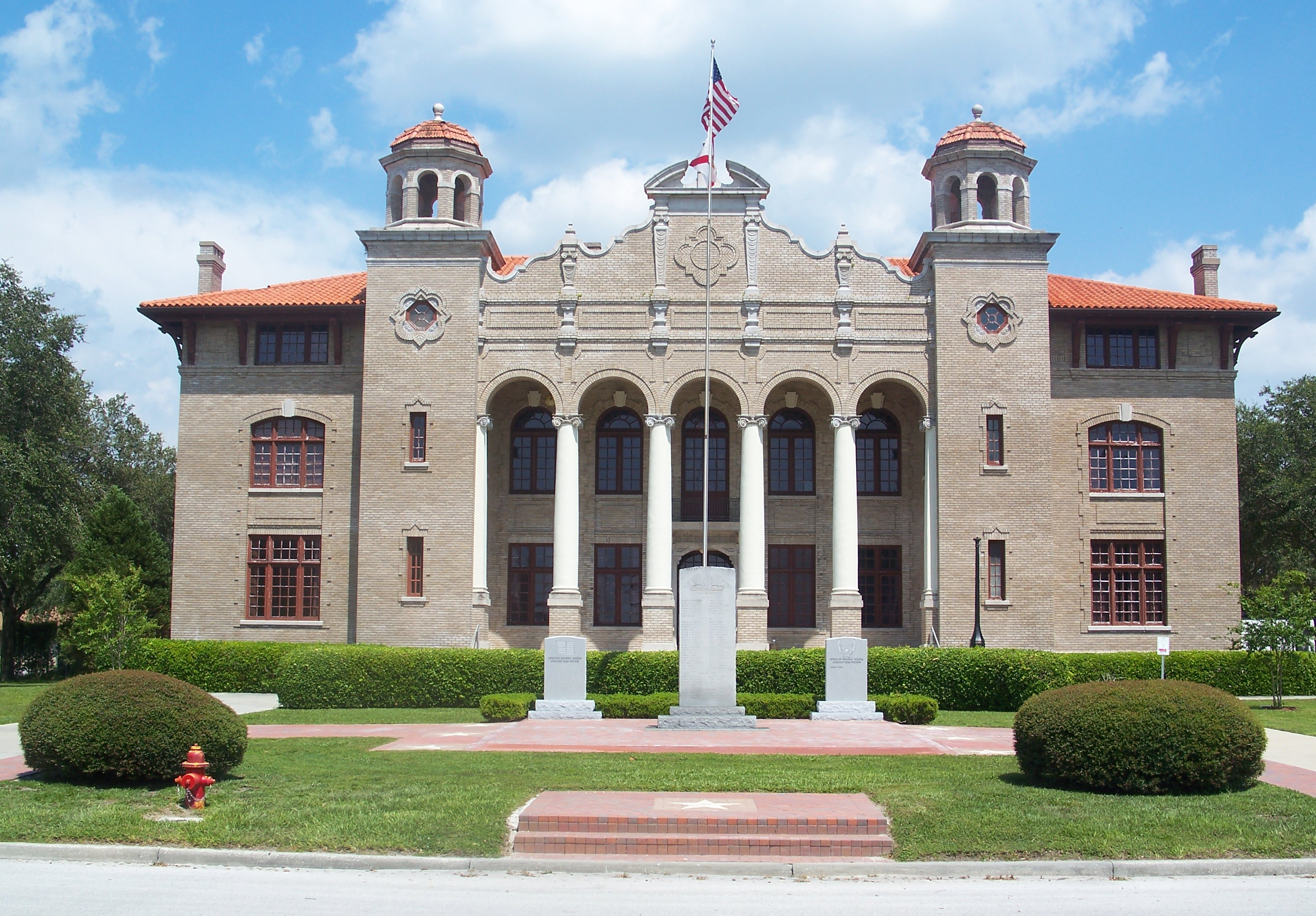
Sumter County Courthouse